# Усть-Грязнуха
Усть-Грязнуха (рос. Усть-Грязнуха) — село у Камишинському районі Волгоградської області Російської Федерації.
Населення становить 856  осіб. Входить до складу муніципального утворення Усть-Грязнухинське сільське поселення.

## Історія
Село розташоване у межах українського історичного та культурного регіону Жовтий Клин.
Згідно із законом від 5 березня 2005 року № 1022-ОД органом місцевого самоврядування є Усть-Грязнухинське сільське поселення.

## Населення
| 1767  | 1773  | 1788  | 1798  | 1816  | 1834  | 1850  |
| ----- | ----- | ----- | ----- | ----- | ----- | ----- |
| 230   | ↗288  | ↗357  | ↗433  | ↗606  | ↗972  | ↗1423 |
| 1859  | 1865  | 1886  | 1897  | 1905  | 1911  | 1920  |
| ↗1616 | ↗2213 | ↗2737 | ↗2787 | ↗2869 | ↗3147 | ↘2593 |
| 1922  | 1926  | 1931  | 2010  |       |       |       |
| ↘1584 | ↗2213 | ↗2499 | ↘856  |       |       |       |